# San Giovanni Battista in carcere
San Giovanni Battista in carcere (São João Batista no Cárcere) è un dipinto religioso a olio su tela realizzato dall'artista brasiliano Victor Meirelles nel 1852. Oggi l'opera è conservata al museo nazionale delle belle arti di Rio de Janeiro.

## Storia
L'opera venne dipinta su commissione dell'accademia imperiale di belle arti per partecipare al settimo Premio del Viaggio Internazionale (Prêmio de Viagem Internacional). Grazie a questa tela egli vinse il premio e ciò gli permise di lavorare otto anni all'estero, per la precisione in Francia e Italia. Questo quadro neoclassico contrasta con i dipinti realizzati da Meirelles fino ad allora, che erano dei paesaggi urbani della sua città natale (Desterro, l'attuale Florianópolis).

## Descrizione
Il dipinto raffigura san Giovanni il Battista, un personaggio del Nuovo Testamento, durante la sua prigionia per aver condannato la condotta del tetrarca di Galilea Erode Antipa. Il santo si appoggia ad una scalinata e guarda verso l'alto con un'espressione serena. Sullo sfondo si nota una galleria buia che porta a un'altra scalinata.
La composizione estetica raffigura l'evento nel modo più fedele possibile ai fatti, concentrandosi sullo scenario e sul personaggio. L'artista brasiliano avvicinò dunque le sue opere alla produzione accademica europea. Prima di iniziare a dipingere, il pittore fece degli studi anatomici per il corpo del Battista.
Il santo è delineato tramite degli effetti di luci e ombre. Una ricerca realizzata 26 anni dopo che Meirelles iniziò a dipingere constatò che la maggior parte delle sue opere, come questa, ritrae un individuo solo, in pose quotidiane, evidenziando le anatomie, le forme e le ombre. La tavolozza dei colori va da quelli terrosi a dei colori più neutri.